# أبو قائم الهذلي
أبو قائم الهذلي ويذكر أبو عاصم الهذلي قائد من قادات فتح الأندلس. من أصحاب موسى بن نصير وكان أحد أطراف معاهدة أريولة ثم صار أميرًا على بلنسية وهو أول أمير مسلم عليها بعد فتحها.

## خبره
بعد دخول المسلمين إلى الأندلس وفي فترة عبد العزيز بن موسى بن نصير وكان في إشبيلية، خرج أبو القائم الهذلي وأتباعه وأعلن الثورة في شرق الأندلس وانقلب على حكم بني أمية وشق عصا الطاعة في كل إقليمه أي في بلنسية وما حولها من المدن وحكمها مدة من الزمن، فأرسل عبد العزيز بن موسى جيش مكون من عشرة آلاف إلى بلنسية فخرج أبو القائم إليهم بجيشه وتقاتل الجيشان، فقُتل ودفن في بلنسية سنة 111 هـ.